# إيفان فريدريك
ايفان فريدريك (بالإنجليزية: Ivan Frederick) يسمى كذلك بـ شيب فريدريك (بالإنجليزية: Chip Frederick) هو رقيب أول سابق في جيش الولايات المتحدة، ولد عام 1966 في مقاطعة بوكنغهام، فرجينيا. كان هو وسبعة من أفراد الشرطة العسكرية الذين اتهموا بتعذيب السجناء في سجن أبو غريب في العراق وجميعهم كانوا أعضاء في الشرطة العسكرية السرية 372. قبل ارساله إلى العراق، كان فريدريك ضابط في مركز أصلاح باكنغهام، ديلون، فرجينيا. في عام 2004، أقر فريدريك بأنه مذنب في التقصير في أداء الواجب، إساءة معاملة المعتقلين، الاعتداء، والأفعال غير اللائقة، وحكم عليه بالسجن لمدة ثمانية سنوات، وسرح من الجيش. أطلق سراحه في أكتوبر، 2007.